# Roederplatz
Der Roederplatz ist ein Stadtplatz im Berliner Ortsteil Fennpfuhl des Bezirks Lichtenberg. Er besteht aus einer baumbestandenen Grünfläche am westlichen Ende der Herzbergstraße und weiteren davon abgehenden bepflanzten Flächen zwischen dem Doppelhochhaus am beginnenden Weißenseer Weg sowie dem in den 1970er Jahren errichteten Dienstleistungszentrum. In den Umbauplänen sind insgesamt sechs verschieden große rechteckige Flächen als Teile des neuen Roederplatzes ausgewiesen.

## Beschreibung
Die gesamte zergliederte Platzfläche ist öffentliches Straßenland. Sie besteht aus mehreren verschachtelten Rechteckflächen, die einerseits südlich von der Herzbergstraße und östlich von der Zuwegung zu einem Supermarkt begrenzt werden, andererseits zwischen dem Dienstleistungswürfel an der Bernhard-Bästlein-Straße und einem 22-geschossigen Wohnhochhaus an der Ecke zum Weißenseer Weg 1/2 liegen. Die im Jahr 2013 vorgenommene Umgestaltung hat einige optisch verbindende Elemente für die Platzanlage geschaffen und führte zu einer barrierefreien Nutzung. In den Jahren 2015/2016 gab es weitere Umgestaltungen, basierend auf Entwürfen der Landschaftsarchitekten Belvere (Reinhard Schweizer u. Karin Maskow).
Entlang des verbindenden grünen Bandes, einem Fußweg, wurden schlanke Straßenleuchten mit LED-Lampen aufgestellt.
Ganz am westlichen Rand der Platzfläche befindet sich der Flachbau des Jugendclubs Tube. Er entstand aus einem umgenutzten überdachten Zugang eines Fußgängertunnels unter dem Weißenseer Weg.

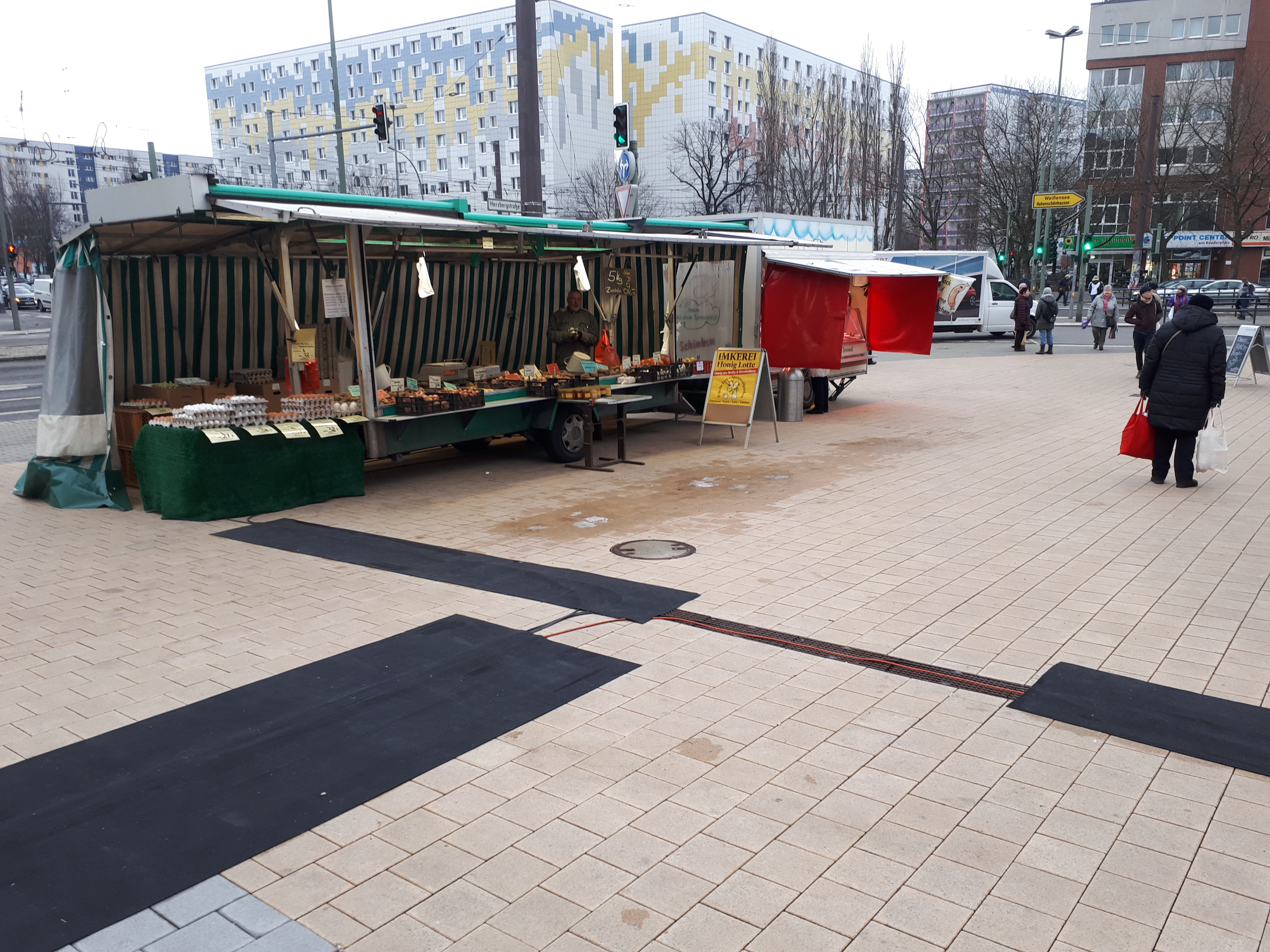
Wochenmarkt am Roederplatz, Januar 2018

Auf der nicht bepflanzten Fläche der Herzbergstraße / Ecke Weißenseer Weg unterhalb des neugeschaffenen Parkplatzes findet regelmäßig ein Wochenmarkt statt.

## Geschichte
Der Platz geht auf den ersten Roederplatz zurück, der aus der fünfstrahligen Straßenkreuzung Dorfstraße (jetzt: Möllendorffstraße)–Weißenseer Weg, Roederstraße (jetzt: Paul-Junius-Straße)–Herzbergstraße und dem hier nordostwärts abgehenden rund einen Kilometer langen Hohenschönhause(ne)r Weg durch die Laubenkolonie Kleine Berganlage bestand. Seine ursprüngliche Platzfläche ist nicht überliefert; aus groben Abschätzungen mithilfe alter Stadtkarten kann sie mit etwa 2000 Quadratmeter angenommen werden.
Laut Recherchen des Luisenstädtischen Bildungsvereins erhielt der Roederplatz um 1896 seinen Namen.
Namensgeber des Platzes war Hermann Roeder (1856–1941), Rittergutsbesitzer und Kommunalpolitiker in der Gemeinde Lichtenberg, dem bis in das späte 19. Jahrhundert sämtliche Flächen des früheren Rittergutes Lichtenberg gehört hatten.
Unmittelbar an der Kreuzung war eine kleine Dreieckfläche zwischen der Woerdenstraße (jetzt: Paul-Junius-Straße, nordwestlich), der Roederstraße (südlich) und dem Weißenseer Weg (nordöstlich) entstanden, die auf historischen Stadtplänen auch mit Roederplatz bezeichnet ist. Das Berliner Adressbuch des Jahres 1939 zeigt schematisch die Lage des Roederplatzes zwischen Hohenschönhauser Weg/Weißenseer Weg und Möllendorffstraße. Hier sind für die Hausnummern 1–4 „Baustellen“ ausgewiesen.
Auf dieser Dreieckfläche wurde zu Beginn der 1950er Jahre eine Tankstelle errichtet und bis Mitte der 1970er Jahre betrieben.
In der DDR-Zeit wurden der Platz und sein Name zum April 1975 mit der Entstehung des Neubaugebietes um den Fennpfuhl aufgehoben, er hatte sich jedoch im Wissen der Bevölkerung und auf einigen Karten erhalten. Außerdem trug die im Erdgeschoss des Hochhauses Ho-Chi-Minh-Straße 1 untergebrachte Zweigstelle der Lichtenberger Stadtbezirksbibliothek weiterhin den Namen Zweigbibliothek am Roederplatz.
Ein wesentliches Objekt des Platzes war neben dem zweigeschossigen Dienstleistungswürfel mit Gaststätte, Postamt, Friseur und anderen Einrichtungen der in den 1970er Jahren hier aufgestellte Springbrunnen, geplant vom Künstler Friedrich Schötschel. Die Wasseranlage und das Becken waren im Laufe der Jahre allerdings reparaturbedürftig geworden. Die Lichtenberger Stadtplaner entschlossen sich, das Brunnenbecken stehen zu lassen, die Schmuckteile des Brunnens aber nicht zu sanieren, sondern einzulagern. Noch kurz vor diesem Schritt fand im Jahr 2007 durch einen anonymen Künstler eine Performance statt: Von zwei der fünf ursprünglich Wasser sprühenden Edelstahlarme spannte er rote Kunstfäden wie Wasserstrahlen nach unten. Diese setzten das Aussehen des herabrinnenden Wassers noch einmal deutlich in Szene.

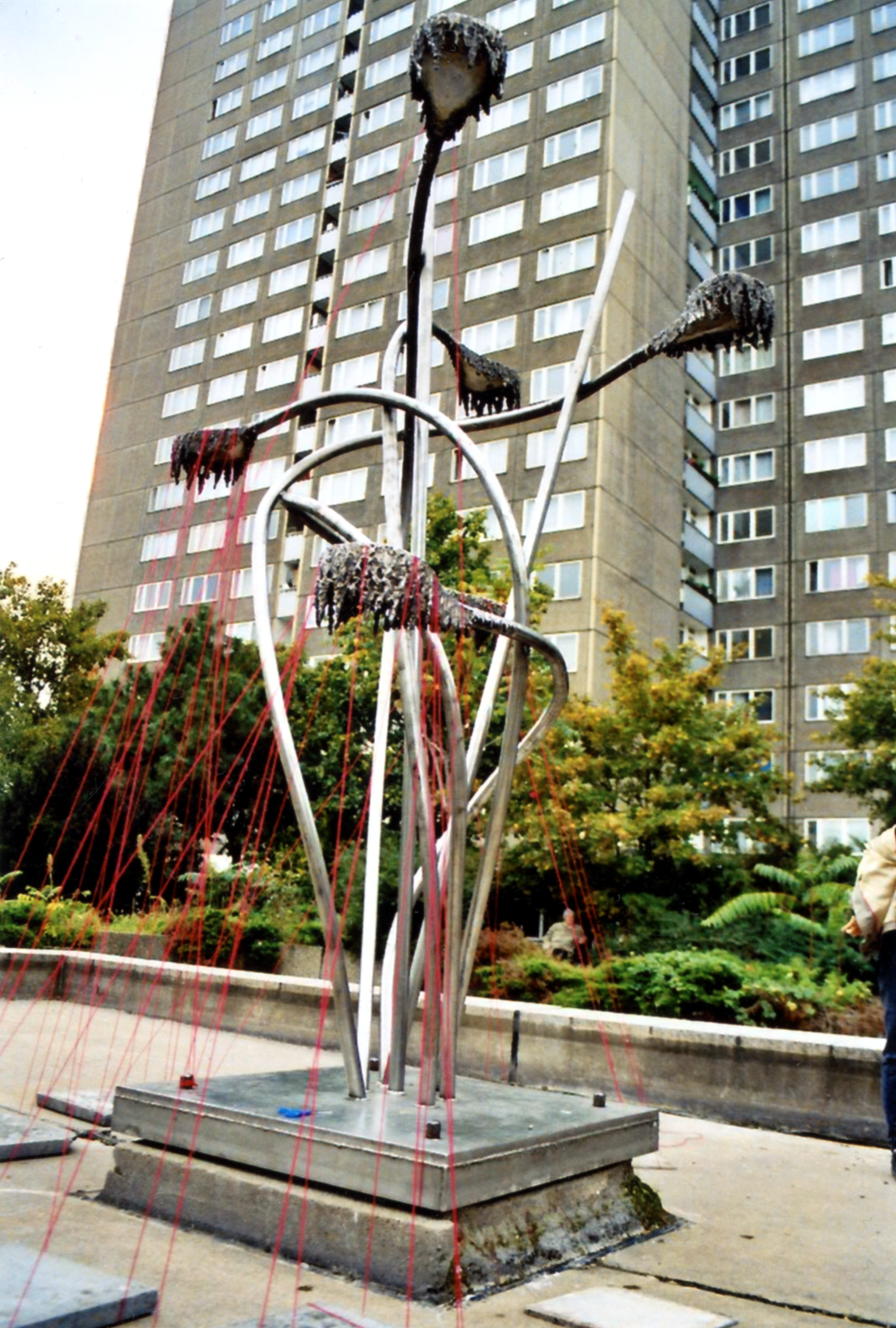
Kunstbrunnen, 2007

Anschließend wurden das Rohrsystem abgebaut und das Brunnenbecken mit bunten Keramikplatten neu verkleidet. Die Stadtgärtner pflanzten dauerhafte Stauden und kleine Sträucher hinein, fügten auf dem Beckenrand Sitzgelegenheiten hinzu und pflegen das Becken seitdem regelmäßig. Eine danebenstehende mobile Imbissbude musste abgebaut werden.
Im Jahr 2009 befasste sich das Bezirksamt mit dem Zustand des Platzes und einer möglichen baulichen Aufwertung. Studenten aus dem Institut für Architektur der TU Berlin wurden um ihre Ideenskizzen gebeten, 15 Entwürfe gingen ein und wurden interessierten Anwohnern in einer kleinen Ausstellung im City Point Center (CPC) vorgestellt.

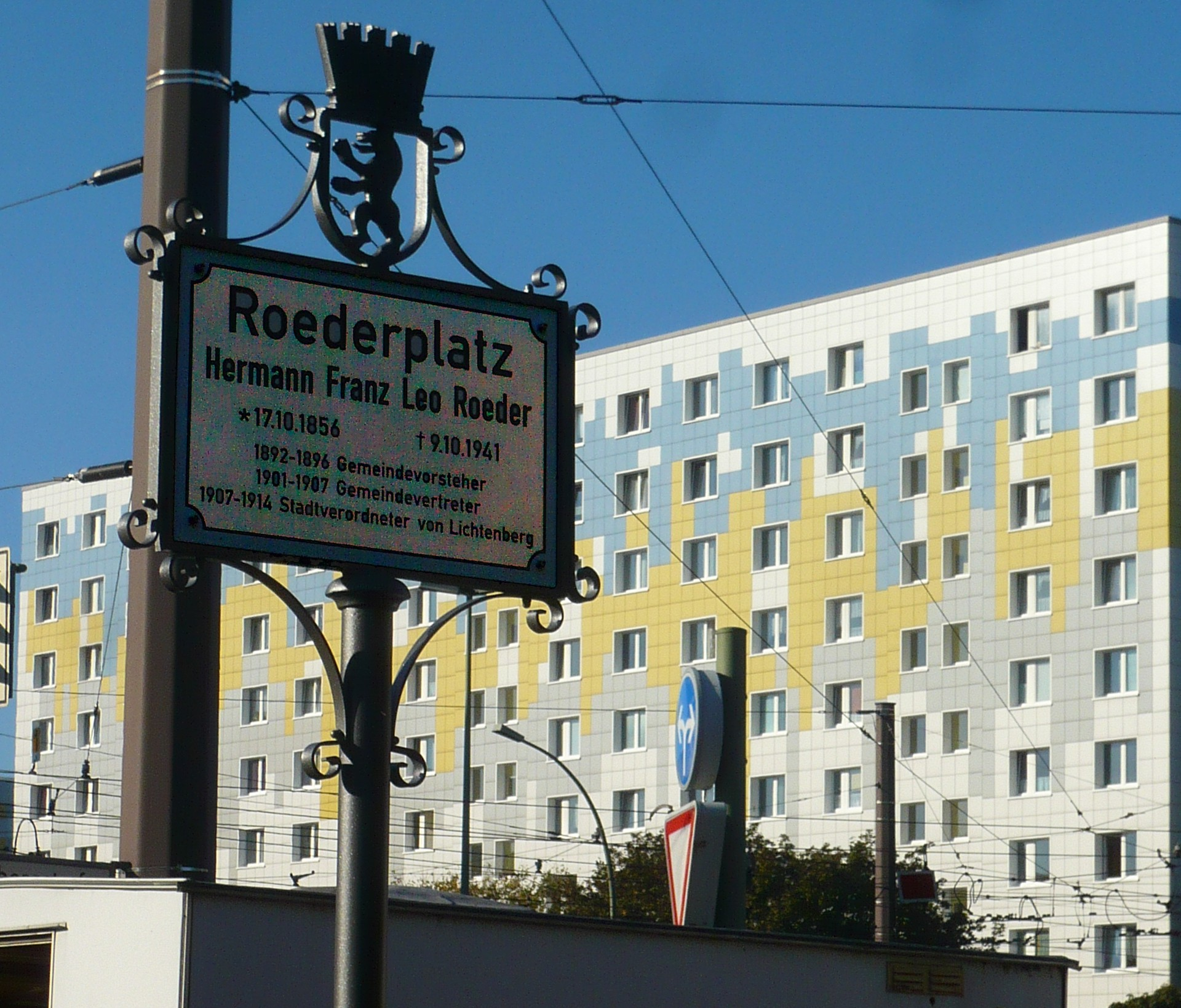
Platz mit Namensschild, 2011

Am 3. Juni 2011 beschloss die Bezirksverordnetenversammlung Lichtenberg auf Antrag der Roederschen Erben die offizielle Wiedervergabe des historischen Platznamens für eine durch Neubepflanzung aufgewertete Grünanlage, die weiter östlich der früheren Platzfläche liegt. Die öffentliche Namensfeier mit der Aufstellung eines in Frakturschrift gehaltenen historisierenden Schildes fand am 14. September 2011 in Anwesenheit von Vertretern des Lichtenberger Bezirksamtes, eines Nachkommen der Roeder-Familie und eines Historikers statt.
Die ersten Entwürfe der Architekturstudenten veranlassten das Bezirksamt nun zu einem zweiten Gestaltungswettbewerb, für den zahlreiche Entwürfe eingingen. Dazu gab es im Jahr 2013 einen Workshop und mehrere öffentliche Diskussionen, die Bürgerhinweise fanden in der Endfassung zu großen Teilen Berücksichtigung.
Im Jahr 2013 wurde im Zusammenhang mit den Vorbereitungen des Platzumbaus der mit Mineralölrückständen und BTEX-Aromaten belastete Boden der früheren Tankstelle auf der Dreieckfläche am City-Point-Center von Spezialisten gespült und teilweise beseitigt.
Die endgültige Neugestaltung des Roederplatzes begann 2013 nach den Plänen des Berliner Büros Georg Balzer Stadtlandprojekte. Das Bezirksamt stellte für die Arbeiten zunächst 300.000 Euro aus dem Programm Stadtumbau Ost zur Verfügung. Im Lauf der Arbeiten erhöhte sich diese Summe auf 723.000 Euro. Allerdings verzögerte sich die Fertigstellung durch den gleichzeitigen Neubau des REWE-Marktes, der 2014 fertiggestellt war.

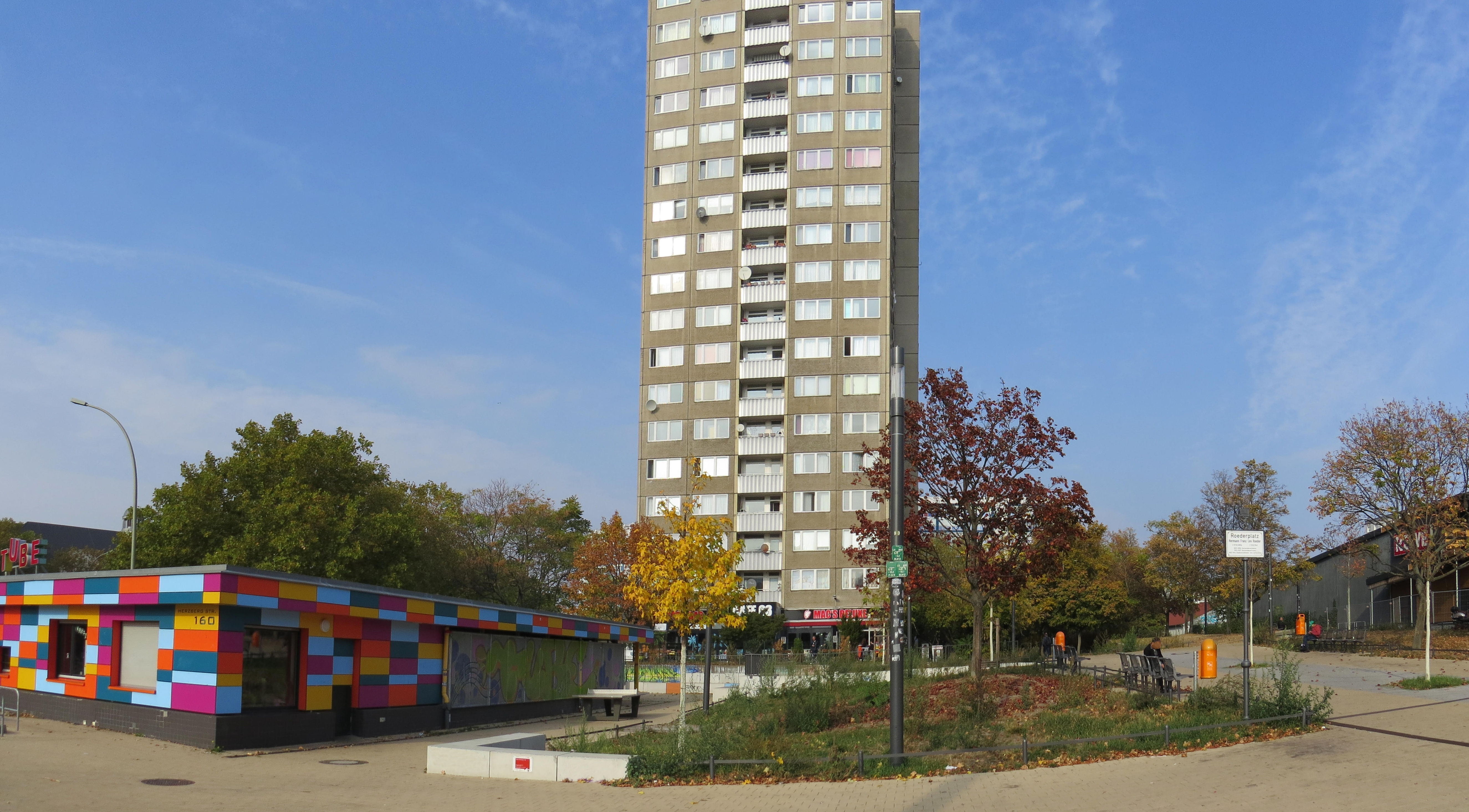
Ansicht des Platzes von Süden, 2018

Am 30. Juni 2016 erfolgte die festliche Neueinweihung des Roederplatzes.
Die in dem Projekt weiter angedachten Elemente eines Boulespielplatzes unter den Platanen im Mittelteil, die Aufstellung von Kinderspielgeräten, ein Ballspielfeld und ein Mehrgenerationen-Spielplatz mit Balance- und Fitnessgeräten im nördlichen Bereich an der Bernhard-Bästlein-Straße sind indes nicht verwirklicht worden (Stand: Ende 2022). Laut Aussagen einiger Anwohner soll das unter anderem daran liegen, dass sich die Eigentümer der Gebäude am Weißenseer Weg weder über die Gestaltung noch über eine finanzielle Beteiligung einigen konnten. Die Anlage ist auf alle Fälle offen für Erweiterungen oder künftige Änderungen.

## In der Umgebung

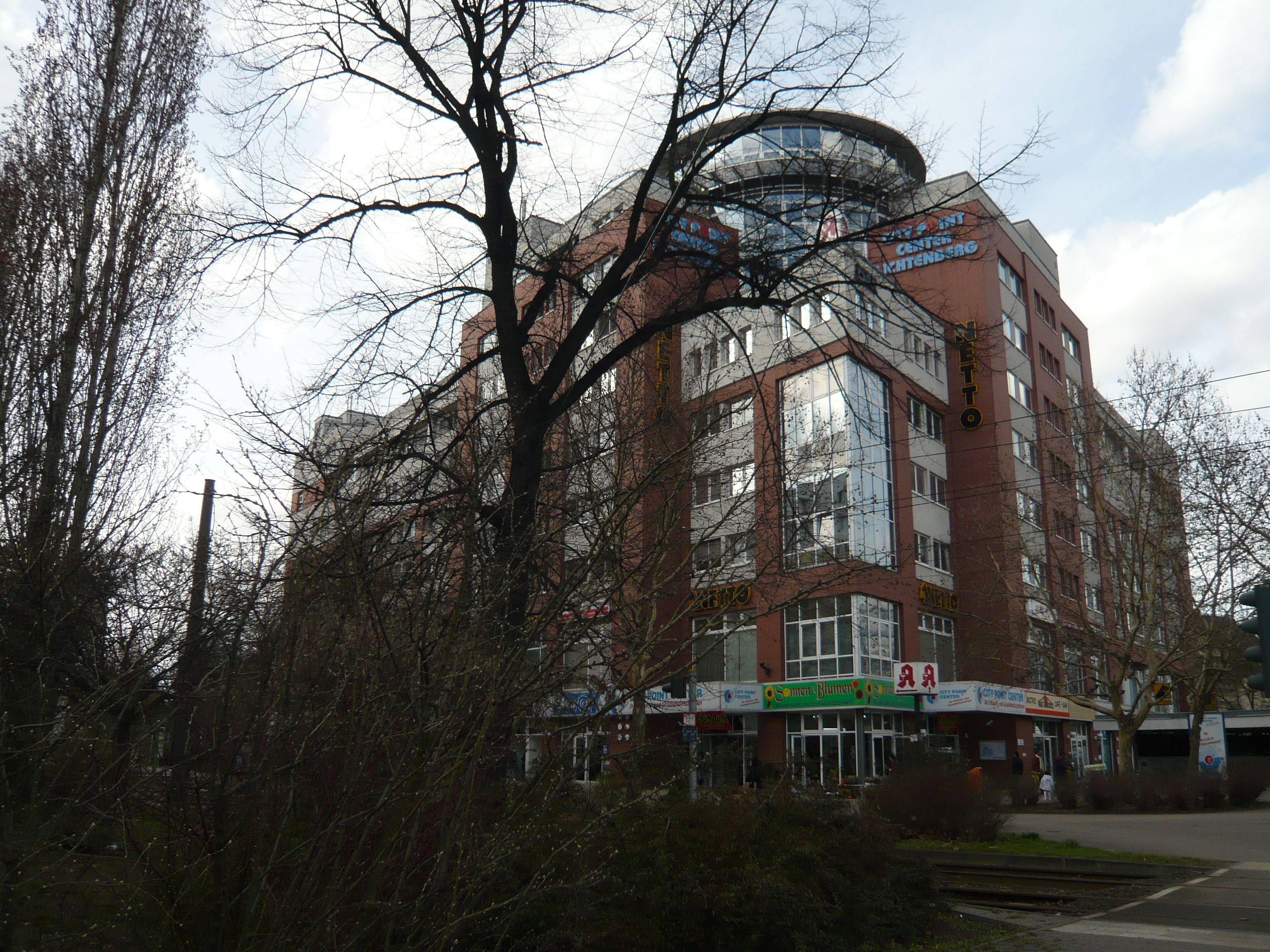
Ehemaliger Teil des Roederplatzes mit dem Geschäftshaus CPC, 2010

Auf der dreieckigen westlichen Teilfläche des historischen Roederplatzes wurde bis 1994 das Büro- und Geschäftshaus City-Point-Center (CPC) erbaut, das unterirdisch zwei Parkdecks beherbergt und die Adresse Paul-Junius-Straße 70 erhielt. Es zählt offiziell nicht mehr zum Roederplatz.
In der Bernhard-Bästlein-Straße 22 war im Zusammenhang mit der Wohnbebauung der 1970er Jahre ein typisiertes Standard-Schulgebäude entstanden, das an der straßenseitigen Freitreppe eine bandförmige Verkleidung mit Keramikplatten erhielt, die einige Buchstaben des Alphabets in verschiedenen Schriftarten wiedergibt. Die frühere 34. Polytechnische Oberschule Ilja Ehrenburg wurde nach der Wende zur Grundschule am Roederplatz.
Auf einer kleinen Rasenfläche vor dem Weißenseer Weg 3/4 befindet sich eine der mehr als 2100 Notwasserpumpen Berlins.
Für das frühere Dienstleistungszentrum fehlen Nachnutzungskonzepte. Schrittweise haben die dort noch nach der Wende vorhandenen Einrichtungen wie eine Blumenhandlung, eine Apotheke oder die Sportsbar Highlights aufgegeben. Per Herbst 2018 befanden sich eine Änderungsschneiderei, ein Wellnessladen, eine Textilreinigung und ein Kosmetik-/Ernährungssalon darin. Das Bezirksamt steht zwar mit dem Eigentümer, einem Luxemburger Unternehmer, in Verhandlungen, der jedoch kaum etwas unternimmt.

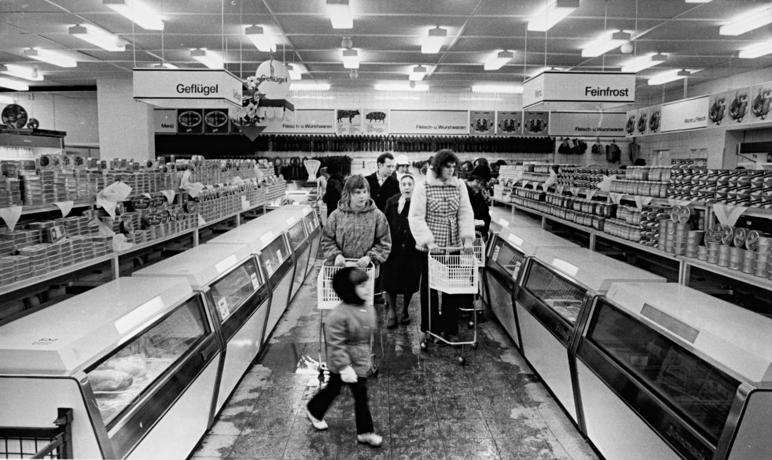
Blick in die Konsum-Kaufhalle, 1974

Der an den Roederplatz östlich anschließende Rewe-Markt (offizielle Adresse: Bernhard-Bästlein-Straße 1) entstand auf der Fläche einer früheren DDR-Konsum-Kaufhalle. Der zugehörige Parkplatz Richtung Herzbergstraße wurde bei der Neugestaltung nutzerfreundlicher und barrierefrei umgebaut, die Treppenanlage ganz beseitigt.
Im Sommer 2017 war ein Großteil der Halle abgebrannt, sodass umfangreiche Reparaturarbeiten ausgeführt werden mussten. Der geschätzte Sachschaden am Bauwerk und den vorhandenen Waren betrug rund 250.000 Euro. Die Finanzierung war längere Zeit unklar, daher verzögerten sich die Reparatur und die Wiedereröffnung. Ein kleines Sortiment wurde im benachbarten NP-Markt für die Dauer der Reparaturarbeiten mit angeboten. Diese erfolgte erst im Herbst 2019.